# Championnat d'Afrique des nations masculin de handball 2012
Navigation
Égypte 2010 Algérie 2014
La 20e édition des championnats d'Afrique des nations masculin de handball a lieu à Salé au Maroc du 11 au 20 janvier 2012. Ce championnat sert de qualification pour les championnats du monde 2013.
Les trois nations phares, la Tunisie qui est largement favorite, l'Égypte et l'Algérie, ont bien assumé leur rôle de favori puisqu'on retrouve ces trois pays sur le podium : les Tunisiens conservent leur titre en s'imposant en finale face à l'Algérie sur le score de 23 à 20, l'Égypte devant se contenter de la troisième place.

## Présentation

### Équipes
Le tirage au sort eu lieu le 24 septembre 2011 à Casablanca au Maroc
- Groupe A :  TunisieT,  RD Congo,  Maroc,  Gabon,  Congo,  Sénégal.
- Groupe B :  Égypte,  Algérie,  Angola,  Cameroun,  Côte d'Ivoire,  Nigeria,  Burkina Faso.

À noter que le Nigeria, qui s'est trouvé dans l'impossibilité de réunir les fonds pour participer à la compétition a annoncé son forfait le 7 janvier et a été remplacé par le Burkina Faso.

### Lieux de compétition
| Ville | Salle                 | Capacité      |
| ----- | --------------------- | ------------- |
| Rabat | Salle Moulay Abdallah | 10 000 places |
| Rabat | Salle Ibn Yassine     | 5 000 places  |
| Salé  | Salle El Bouâzzaoui   | 2 000 places  |

## Phase de groupes
Les quatre premiers de chaque poule sont qualifiés pour les quarts de finale. Les équipes classées aux 5e et 6e places participent à des matchs de classement.
- Qualifié pour les quarts de finale.
- Qualifié pour le match pour la 9e place.
- Qualifié pour le match pour la 11e place.

### Groupe A
|   | Équipe   | Pts | J | G | N | P | Bp  | Bc  | Diff |
| - | -------- | --- | - | - | - | - | --- | --- | ---- |
| 1 | Tunisie  | 10  | 5 | 5 | 0 | 0 | 155 | 92  | 63   |
| 2 | Maroc    | 8   | 5 | 4 | 0 | 1 | 128 | 117 | 11   |
| 3 | RD Congo | 6   | 5 | 3 | 0 | 2 | 123 | 129 | -6   |
| 4 | Sénégal  | 4   | 5 | 2 | 0 | 3 | 134 | 132 | 2    |
| 5 | Congo    | 2   | 5 | 1 | 0 | 4 | 110 | 148 | -38  |
| 6 | Gabon    | 0   | 5 | 0 | 0 | 5 | 108 | 140 | -32  |

|                       |          |    |   |    |  |          |
| 11 janvier 2012 15h00 | Sénégal  | 21 | - | 26 |  | RD Congo |
| 11 janvier 2012 17h00 | Tunisie  | 35 | - | 18 |  | Gabon    |
| 11 janvier 2012 20h30 | Maroc    | 28 | - | 24 |  | Congo    |
| 12 janvier 2012 15h00 | Gabon    | 20 | - | 25 |  | RD Congo |
| 12 janvier 2012 17h00 | Sénégal  | 26 | - | 31 |  | Maroc    |
| 12 janvier 2012 20h00 | Tunisie  | 32 | - | 15 |  | Congo    |
| 13 janvier 2012 15h00 | Gabon    | 20 | - | 21 |  | Congo    |
| 13 janvier 2012 17h00 | Tunisie  | 30 | - | 21 |  | Sénégal  |
| 13 janvier 2012 20h00 | RD Congo | 17 | - | 25 |  | Maroc    |
| 15 janvier 2012 11h00 | RD Congo | 35 | - | 31 |  | Congo    |
| 15 janvier 2012 13h00 | Sénégal  | 33 | - | 26 |  | Gabon    |
| 15 janvier 2012 20h00 | Maroc    | 18 | - | 26 |  | Tunisie  |
| 16 janvier 2012 11h00 | Congo    | 19 | - | 33 |  | Sénégal  |
| 16 janvier 2012 15h00 | Maroc    | 26 | - | 24 |  | Gabon    |
| 16 janvier 2012 17h00 | Tunisie  | 32 | - | 20 |  | RD Congo |

### Groupe B
|   | Équipe        | Pts | J | G | N | P | Bp  | Bc  | Diff |
| - | ------------- | --- | - | - | - | - | --- | --- | ---- |
| 1 | Égypte        | 9   | 5 | 4 | 1 | 0 | 154 | 101 | 53   |
| 2 | Algérie       | 9   | 5 | 4 | 1 | 0 | 149 | 103 | 46   |
| 3 | Angola        | 6   | 5 | 3 | 0 | 2 | 118 | 93  | 25   |
| 4 | Cameroun      | 4   | 5 | 2 | 0 | 3 | 119 | 118 | 1    |
| 5 | Côte d'Ivoire | 2   | 5 | 1 | 0 | 4 | 112 | 146 | -34  |
| 6 | Burkina Faso  | 0   | 5 | 0 | 0 | 5 | 69  | 160 | -91  |

|                       |               |    |   |    |  |               |
| 11 janvier 2012 13h00 | Égypte        | 25 | - | 14 |  | Cameroun      |
| 11 janvier 2012 15h00 | Angola        | 27 | - | 17 |  | Côte d'Ivoire |
| 11 janvier 2012 15h00 | Algérie       | 33 | - | 16 |  | Burkina Faso  |
| 12 janvier 2012 13h00 | Côte d'Ivoire | 21 | - | 40 |  | Égypte        |
| 12 janvier 2012 13h00 | Burkina Faso  | 7  | - | 30 |  | Angola        |
| 12 janvier 2012 15h00 | Cameroun      | 18 | - | 27 |  | Algérie       |
| 13 janvier 2012 11h00 | Égypte        | 32 | - | 18 |  | Burkina Faso  |
| 13 janvier 2012 13h00 | Cameroun      | 32 | - | 19 |  | Côte d'Ivoire |
| 13 janvier 2012 15h00 | Algérie       | 21 | - | 15 |  | Angola        |
| 15 janvier 2012 11h00 | Burkina Faso  | 15 | - | 30 |  | Cameroun      |
| 15 janvier 2012 15h00 | Algérie       | 34 | - | 20 |  | Côte d'Ivoire |
| 15 janvier 2012 17h00 | Angola        | 14 | - | 23 |  | Égypte        |
| 16 janvier 2012 15h00 | Angola        | 32 | - | 25 |  | Cameroun      |
| 16 janvier 2012 19h00 | Côte d'Ivoire | 35 | - | 13 |  | Burkina Faso  |
| 16 janvier 2012 20h00 | Égypte        | 34 | - | 34 |  | Algérie       |

## Phase finale
|  | Quarts de finale                              | Quarts de finale                              | Quarts de finale                              | Quarts de finale                              |         |         | Demi-finales                                  | Demi-finales                                  | Demi-finales                                  | Demi-finales                                  |                                               |                                               | Finale                                        | Finale                                        | Finale                                        | Finale                                        |
|  |                                               |                                               |                                               |                                               |         |         |                                               |                                               |                                               |                                               |                                               |                                               |                                               |                                               |                                               |                                               |
|  | 17 janvier 2012 17h00 Salle Ibn Yassine, Salé | 17 janvier 2012 17h00 Salle Ibn Yassine, Salé | 17 janvier 2012 17h00 Salle Ibn Yassine, Salé | 17 janvier 2012 17h00 Salle Ibn Yassine, Salé |         |         | 19 janvier 2012 20h00 Salle Ibn Yassine, Salé | 19 janvier 2012 20h00 Salle Ibn Yassine, Salé | 19 janvier 2012 20h00 Salle Ibn Yassine, Salé | 19 janvier 2012 20h00 Salle Ibn Yassine, Salé |                                               |                                               | 20 janvier 2012 20h00 Salle Ibn Yassine, Salé | 20 janvier 2012 20h00 Salle Ibn Yassine, Salé | 20 janvier 2012 20h00 Salle Ibn Yassine, Salé | 20 janvier 2012 20h00 Salle Ibn Yassine, Salé |
|  | 17 janvier 2012 17h00 Salle Ibn Yassine, Salé | 17 janvier 2012 17h00 Salle Ibn Yassine, Salé | 17 janvier 2012 17h00 Salle Ibn Yassine, Salé | 17 janvier 2012 17h00 Salle Ibn Yassine, Salé |         |         | 19 janvier 2012 20h00 Salle Ibn Yassine, Salé | 19 janvier 2012 20h00 Salle Ibn Yassine, Salé | 19 janvier 2012 20h00 Salle Ibn Yassine, Salé | 19 janvier 2012 20h00 Salle Ibn Yassine, Salé |                                               |                                               | 20 janvier 2012 20h00 Salle Ibn Yassine, Salé | 20 janvier 2012 20h00 Salle Ibn Yassine, Salé | 20 janvier 2012 20h00 Salle Ibn Yassine, Salé | 20 janvier 2012 20h00 Salle Ibn Yassine, Salé |
|  | A1                                            | Tunisie                                       | 26                                            | 26                                            |         |         | 19 janvier 2012 20h00 Salle Ibn Yassine, Salé | 19 janvier 2012 20h00 Salle Ibn Yassine, Salé | 19 janvier 2012 20h00 Salle Ibn Yassine, Salé | 19 janvier 2012 20h00 Salle Ibn Yassine, Salé |                                               |                                               | 20 janvier 2012 20h00 Salle Ibn Yassine, Salé | 20 janvier 2012 20h00 Salle Ibn Yassine, Salé | 20 janvier 2012 20h00 Salle Ibn Yassine, Salé | 20 janvier 2012 20h00 Salle Ibn Yassine, Salé |
|  | A1                                            | Tunisie                                       | 26                                            | 26                                            |         |         | 19 janvier 2012 20h00 Salle Ibn Yassine, Salé | 19 janvier 2012 20h00 Salle Ibn Yassine, Salé | 19 janvier 2012 20h00 Salle Ibn Yassine, Salé | 19 janvier 2012 20h00 Salle Ibn Yassine, Salé |                                               |                                               | 20 janvier 2012 20h00 Salle Ibn Yassine, Salé | 20 janvier 2012 20h00 Salle Ibn Yassine, Salé | 20 janvier 2012 20h00 Salle Ibn Yassine, Salé | 20 janvier 2012 20h00 Salle Ibn Yassine, Salé |
|  | B4                                            | Cameroun                                      | 17                                            | 17                                            |         |         | 19 janvier 2012 20h00 Salle Ibn Yassine, Salé | 19 janvier 2012 20h00 Salle Ibn Yassine, Salé | 19 janvier 2012 20h00 Salle Ibn Yassine, Salé | 19 janvier 2012 20h00 Salle Ibn Yassine, Salé |                                               |                                               | 20 janvier 2012 20h00 Salle Ibn Yassine, Salé | 20 janvier 2012 20h00 Salle Ibn Yassine, Salé | 20 janvier 2012 20h00 Salle Ibn Yassine, Salé | 20 janvier 2012 20h00 Salle Ibn Yassine, Salé |
|  | B4                                            | Cameroun                                      | 17                                            | 17                                            | Tunisie | Tunisie | 28                                            | 28                                            |                                               |                                               |                                               |                                               | 20 janvier 2012 20h00 Salle Ibn Yassine, Salé | 20 janvier 2012 20h00 Salle Ibn Yassine, Salé | 20 janvier 2012 20h00 Salle Ibn Yassine, Salé | 20 janvier 2012 20h00 Salle Ibn Yassine, Salé |
|  | 17 janvier 2012 20h00 Salle Ibn Yassine, Salé |                                               |                                               |                                               | Tunisie | Tunisie | 28                                            | 28                                            |                                               |                                               |                                               |                                               | 20 janvier 2012 20h00 Salle Ibn Yassine, Salé | 20 janvier 2012 20h00 Salle Ibn Yassine, Salé | 20 janvier 2012 20h00 Salle Ibn Yassine, Salé | 20 janvier 2012 20h00 Salle Ibn Yassine, Salé |
|  |                                               |                                               | Maroc                                         | Maroc                                         | 16      | 16      |                                               |                                               |                                               |                                               |                                               |                                               | 20 janvier 2012 20h00 Salle Ibn Yassine, Salé | 20 janvier 2012 20h00 Salle Ibn Yassine, Salé | 20 janvier 2012 20h00 Salle Ibn Yassine, Salé | 20 janvier 2012 20h00 Salle Ibn Yassine, Salé |
|  | A2                                            | Maroc                                         | Maroc                                         | Maroc                                         | 16      | 16      | 24                                            | 24                                            |                                               |                                               |                                               |                                               | 20 janvier 2012 20h00 Salle Ibn Yassine, Salé | 20 janvier 2012 20h00 Salle Ibn Yassine, Salé | 20 janvier 2012 20h00 Salle Ibn Yassine, Salé | 20 janvier 2012 20h00 Salle Ibn Yassine, Salé |
|  | A2                                            | Maroc                                         | 19 janvier 2012 17h00 Salle Ibn Yassine, Salé |                                               |         |         | 24                                            | 24                                            |                                               |                                               |                                               |                                               | 20 janvier 2012 20h00 Salle Ibn Yassine, Salé | 20 janvier 2012 20h00 Salle Ibn Yassine, Salé | 20 janvier 2012 20h00 Salle Ibn Yassine, Salé | 20 janvier 2012 20h00 Salle Ibn Yassine, Salé |
|  | B3                                            | Angola                                        | 22                                            | 22                                            |         |         |                                               |                                               |                                               |                                               |                                               |                                               | 20 janvier 2012 20h00 Salle Ibn Yassine, Salé | 20 janvier 2012 20h00 Salle Ibn Yassine, Salé | 20 janvier 2012 20h00 Salle Ibn Yassine, Salé | 20 janvier 2012 20h00 Salle Ibn Yassine, Salé |
|  | B3                                            | Angola                                        | 22                                            | 22                                            | Tunisie | Tunisie | 23                                            | 23                                            |                                               |                                               |                                               |                                               |                                               |                                               |                                               |                                               |
|  | 17 janvier 2012 12h00 Salle Ibn Yassine, Salé |                                               |                                               |                                               | Tunisie | Tunisie | 23                                            | 23                                            |                                               |                                               |                                               |                                               |                                               |                                               |                                               |                                               |
|  |                                               |                                               | Algérie                                       | Algérie                                       | 20      | 20      |                                               |                                               |                                               |                                               |                                               |                                               |                                               |                                               |                                               |                                               |
|  | B1                                            | Égypte                                        | Algérie                                       | Algérie                                       | 20      | 20      | 31                                            | 31                                            |                                               |                                               |                                               |                                               |                                               |                                               |                                               |                                               |
|  | B1                                            | Égypte                                        |                                               |                                               |         |         |                                               |                                               |                                               |                                               |                                               |                                               |                                               |                                               |                                               |                                               |
|  | A4                                            | Sénégal                                       | 19                                            | 19                                            |         |         |                                               |                                               |                                               |                                               |                                               |                                               |                                               |                                               |                                               |                                               |
|  | A4                                            | Sénégal                                       | 19                                            | 19                                            | Égypte  | Égypte  | 25                                            | 25                                            | Match pour la troisième place                 | Match pour la troisième place                 | Match pour la troisième place                 | Match pour la troisième place                 |                                               |                                               |                                               |                                               |
|  | 17 janvier 2012 14h00 Salle Ibn Yassine, Salé |                                               |                                               |                                               | Égypte  | Égypte  | 25                                            | 25                                            | Match pour la troisième place                 | Match pour la troisième place                 | Match pour la troisième place                 | Match pour la troisième place                 |                                               |                                               |                                               |                                               |
|  |                                               |                                               | Algérie                                       | Algérie                                       | 26      | 26      |                                               |                                               | 20 janvier 2012 13h00 Salle Ibn Yassine, Salé | 20 janvier 2012 13h00 Salle Ibn Yassine, Salé | 20 janvier 2012 13h00 Salle Ibn Yassine, Salé | 20 janvier 2012 13h00 Salle Ibn Yassine, Salé |                                               |                                               |                                               |                                               |
|  | B2                                            | Algérie                                       | Algérie                                       | Algérie                                       | 26      | 26      | 33                                            | 33                                            | 20 janvier 2012 13h00 Salle Ibn Yassine, Salé | 20 janvier 2012 13h00 Salle Ibn Yassine, Salé | 20 janvier 2012 13h00 Salle Ibn Yassine, Salé | 20 janvier 2012 13h00 Salle Ibn Yassine, Salé |                                               |                                               |                                               |                                               |
|  | B2                                            | Algérie                                       |                                               |                                               |         |         |                                               | 33                                            |                                               |                                               | Maroc                                         | Maroc                                         | 15                                            | 15                                            |                                               |                                               |
|  | A3                                            | RD Congo                                      | 31                                            | 31                                            |         |         |                                               |                                               |                                               |                                               | Maroc                                         | Maroc                                         | 15                                            | 15                                            |                                               |                                               |
|  | A3                                            | RD Congo                                      | 31                                            | 31                                            | Égypte  | Égypte  | 29                                            | 29                                            |                                               |                                               |                                               |                                               |                                               |                                               |                                               |                                               |
|  |                                               |                                               |                                               |                                               |         |         |                                               |                                               |                                               |                                               |                                               |                                               |                                               |                                               |                                               |                                               |

### Quarts de finale
L'Égypte, l'Algérie et la Tunisie se sont qualifiés pour les demi-finales de la Coupe d'Afrique des nations de handball, le mardi 17 janvier 2012 :
| 17 janvier 2012 12h00 | Égypte | 31 – 19 | Sénégal | Salle Ibn Yassine, Rabat |
| 17 janvier 2012 12h00 | (15–8) |         |         | Salle Ibn Yassine, Rabat |

| 17 janvier 2012 14h30 | RD Congo | 31 – 33 | Algérie | Salle Ibn Yassine, Rabat |
| 17 janvier 2012 14h30 | (15–14)  |         |         | Salle Ibn Yassine, Rabat |

| 17 janvier 2012 17h00 | Tunisie         | 26 – 17 | Cameroun           | Salle Ibn Yassine, Rabat Arbitrage : Massimina, Alain Fortuné |
| 17 janvier 2012 17h00 | Amine Bannour 7 | (11–7)  | William Fankoua 10 | Salle Ibn Yassine, Rabat Arbitrage : Massimina, Alain Fortuné |
| 17 janvier 2012 17h00 | ×3              |         | ×3 ×5 ×1           | Salle Ibn Yassine, Rabat Arbitrage : Massimina, Alain Fortuné |

| 17 janvier 2012 20h00 | Angola  | 22 – 24 | Maroc | Salle Ibn Yassine, Rabat |
| 17 janvier 2012 20h00 | (11–11) |         |       | Salle Ibn Yassine, Rabat |

### Demi-finales
Dans la première demi-finale disputée jeudi 19 janvier, c'est l'Algérie qui s'est imposée 26-25 face à l'Égypte, avec un dernier but algérien dans les toutes dernières secondes de la partie. Les Algériens se qualifient pour leur première finale depuis 2002 tandis que l'Égypte de son côté vient de perdre toute chance d'aller aux Jeux olympiques car seul le vainqueur final y va directement et le finaliste a droit à un tournoi de qualification. Les Égyptiens n'avaient plus raté les JO depuis 1988.
| 19 janvier 2012 17h00 | Égypte  | 25 – 26 | Algérie | Salle Ibn Yassine, Rabat |
| 19 janvier 2012 17h00 | (14–12) |         |         | Salle Ibn Yassine, Rabat |

A l'instar de leurs collègues dames, les handballeurs tunisiens se sont qualifiés pour la finale après avoir battu l'équipe du Maroc sur un large score 28-16 (mi-temps 15-7) :
| 19 janvier 2012 20h00 | Tunisie         | 28 – 16 | Maroc            | Salle Ibn Yassine, Rabat Arbitrage : Charlotte et Julie Bonaventura |
| 19 janvier 2012 20h00 | trois joueurs 4 | (15–7)  | Youssef Koasai 3 | Salle Ibn Yassine, Rabat Arbitrage : Charlotte et Julie Bonaventura |
| 19 janvier 2012 20h00 | ×3 ×2           |         | ×3 ×2            | Salle Ibn Yassine, Rabat Arbitrage : Charlotte et Julie Bonaventura |

### Matchs pour la3eplace
| 20 janvier 2012 17h00 | Égypte         | 29 – 15 | Maroc            | Salle Ibn Yassine, Rabat Arbitrage : Akptasta, Yawo Mawusse |
| 20 janvier 2012 17h00 | Hussein Zaky 9 | (16–5)  | Hichem Hammadi 4 | Salle Ibn Yassine, Rabat Arbitrage : Akptasta, Yawo Mawusse |
| 20 janvier 2012 17h00 | ×3 ×4          |         | ×3 ×4            | Salle Ibn Yassine, Rabat Arbitrage : Akptasta, Yawo Mawusse |

### Finale
| 20 janvier 2012 20h00 | Algérie           | 20 – 23 | Tunisie           | Salle Ibn Yassine, Rabat Arbitrage : Badura, Michal |
| 20 janvier 2012 20h00 | Chehbour, Rahim 4 | (6–12)  | Heykel Megannem 6 | Salle Ibn Yassine, Rabat Arbitrage : Badura, Michal |
| 20 janvier 2012 20h00 | ×2 ×4             |         | ×3                | Salle Ibn Yassine, Rabat Arbitrage : Badura, Michal |

## Matchs de classement

### Matchs pour la5eplace
|  | Demi-finales de classement                      | Demi-finales de classement                      |                        |    | Match pour la 5e place                          | Match pour la 5e place                          |
|  | Demi-finales de classement                      | Demi-finales de classement                      |                        |    | Match pour la 5e place                          | Match pour la 5e place                          |
|  |                                                 |                                                 |                        |    |                                                 |                                                 |
|  | 18 janvier 2012 11h00 Salle El Bouâzzaoui, Salé | 18 janvier 2012 11h00 Salle El Bouâzzaoui, Salé |                        |    | 19 janvier 2012 17h00 Salle El Bouâzzaoui, Salé | 19 janvier 2012 17h00 Salle El Bouâzzaoui, Salé |
|  | 18 janvier 2012 11h00 Salle El Bouâzzaoui, Salé | 18 janvier 2012 11h00 Salle El Bouâzzaoui, Salé |                        |    | 19 janvier 2012 17h00 Salle El Bouâzzaoui, Salé | 19 janvier 2012 17h00 Salle El Bouâzzaoui, Salé |
|  | Cameroun                                        | 23                                              |                        |    | 19 janvier 2012 17h00 Salle El Bouâzzaoui, Salé | 19 janvier 2012 17h00 Salle El Bouâzzaoui, Salé |
|  | Cameroun                                        | 23                                              |                        |    | 19 janvier 2012 17h00 Salle El Bouâzzaoui, Salé | 19 janvier 2012 17h00 Salle El Bouâzzaoui, Salé |
|  | Angola                                          | 24                                              |                        |    | 19 janvier 2012 17h00 Salle El Bouâzzaoui, Salé | 19 janvier 2012 17h00 Salle El Bouâzzaoui, Salé |
|  | Angola                                          | 24                                              | Angola                 | 27 |                                                 |                                                 |
|  | 18 janvier 2012 13h00 Salle El Bouâzzaoui, Salé |                                                 | Angola                 | 27 |                                                 |                                                 |
|  |                                                 | Sénégal                                         | 28                     |    |                                                 |                                                 |
|  | Sénégal                                         | Sénégal                                         | 28                     | 33 |                                                 |                                                 |
|  | Sénégal                                         |                                                 |                        | 33 |                                                 |                                                 |
|  | RD Congo                                        | 32                                              |                        |    |                                                 |                                                 |
|  | RD Congo                                        | 32                                              | Match pour la 7e place |    |                                                 |                                                 |
|  |                                                 |                                                 |                        |    |                                                 |                                                 |
|  | 19 janvier 2012 13h00 Salle El Bouâzzaoui, Salé |                                                 |                        |    |                                                 |                                                 |
|  |                                                 |                                                 |                        |    |                                                 |                                                 |
|  | Cameroun                                        | 29                                              |                        |    |                                                 |                                                 |
|  | Cameroun                                        | 29                                              |                        |    |                                                 |                                                 |
|  | RD Congo                                        | 25                                              |                        |    |                                                 |                                                 |
|  | RD Congo                                        | 25                                              |                        |    |                                                 |                                                 |

### Match pour la9eplace
| 17 janvier 2012 13h00 | Congo | 31 - 20 | Côte d'Ivoire |  |

### Match pour la11eplace
| 17 janvier 2012 11h00 | Gabon | 26 - 20 | Burkina Faso |  |

## Classement final
| Médaille d'or, Afrique      | Tunisie       | 8 | 8 | 0 | 0 |  |  |  |
| Médaille d'argent, Afrique  | Algérie       | 8 | 6 | 1 | 1 |  |  |  |
| Médaille de bronze, Afrique | Égypte        | 8 | 6 | 1 | 1 |  |  |  |
| 4                           | Maroc         | 8 | 5 | 0 | 3 |  |  |  |
|                             |               |   |   |   |   |  |  |  |
| 5                           | Sénégal       | 8 | 4 | 0 | 4 |  |  |  |
| 6                           | Angola        | 8 | 4 | 0 | 4 |  |  |  |
| 7                           | Cameroun      | 8 | 3 | 0 | 5 |  |  |  |
| 8                           | RD Congo      | 8 | 3 | 0 | 5 |  |  |  |
|                             |               |   |   |   |   |  |  |  |
| 9                           | Congo         | 6 | 2 | 0 | 4 |  |  |  |
| 10                          | Côte d'Ivoire | 6 | 1 | 0 | 5 |  |  |  |
|                             |               |   |   |   |   |  |  |  |
| 11                          | Gabon         | 6 | 1 | 0 | 5 |  |  |  |
| 12                          | Burkina Faso  | 6 | 0 | 0 | 6 |  |  |  |

Qualifications :
- la Tunisie est qualifiée pour les Jeux olympiques de 2012 et pour le Championnat du monde 2013,
- l'Algérie est qualifiée pour un tournoi de qualification olympique et pour le Championnat du monde 2013,
- l'Égypte est qualifiée pour le Championnat du monde 2013.

## Récompenses
L'équipe type désignée par la Confédération africaine de handball est la suivante :
- Meilleur joueur :  Seufyann Sayad
- Meilleur gardien :  Yassine Idrissi
- Meilleur ailier gauche :  Riad Chehbour
- Meilleur pivot :  Issam Tej
- Meilleur ailier droit :  Abou El-Fetouh Razek (en)
- Meilleur arrière gauche :  Sassi Boultif
- Meilleur demi-centre :  Heykel Megannem
- Meilleur arrière droit :  Amine Bannour

Le meilleur buteur est l'ailier gauche camerounais William Fankoua.

## Effectif des équipes sur le podium

### Tunisie
L'effectif de la Tunisie était, :

### Algérie
L'effectif de l'Algérie était, :

### Égypte
L'effectif de l'Égypte était, :